# Beaubassin-Est
Ne doit pas être confondu avec Beaubassin.
Beaubassin-Est est une ancienne communauté rurale canadienne située dans le comté de Westmorland, au sud-est du Nouveau-Brunswick. Le 1er janvier 2023, elle est intégrée dans la nouvelle ville de Cap-Acadie.

## Toponyme
Beaubassin-Est était avec Grand-Sault la seule municipalité du Nouveau-Brunswick ayant un nom officiellement bilingue, appelée Beaubassin East en anglais.

## Géographie

### Géographie physique

#### Situation
La communauté rurale s'étendait sur 291,04 km2 dans la région de Cap Pelé, à une trentaine de kilomètres à l'est de Moncton. Son territoire était bordé au nord par le détroit de Northumberland. Le relief est régulier et s'élève graduellement vers le sud pour former quelques collines, ne dépassant pas les 60 mètres d'altitude. Le littoral est composé de plages et de quelques falaises. Le bois de l'Aboujagane recouvre la plus grande partie de Beaubassin-Est.
Beaubassin-Est était limitrophe de Botsford à l'est, de la Paroisse de Westmorland au sud-est et de la Paroisse de Sackville au sud et successivement de la Paroisse de Shédiac, de Shédiac et de Pointe-du-Chêne à l'ouest. Le village de Cap-Pelé est enclavé au centre du territoire, sur la rive.
Beaubassin-Est est généralement considérée comme faisant partie de l'Acadie.

#### Hydrographie
Plusieurs larges rivières et des baies arrosent le territoire. Les principales sont, d'ouest en est, la rivière Aboujagane, la rivière Kagibougouette, la rivière Tidiche, le Petit Havre de Chimougoui et le Grand Havre de Chimougoui.
Il y a plusieurs barachois sur le littoral, comme le lac des Boudreau et le Petit Barachois.
Il y a plusieurs lacs, dont les principaux sont le lac à Poucette, le lac à Lowther et le lac des Cormier ou Chimougoui. Il y a des marécages au sud du territoire.

#### Géologie
Le sous-sol de Beaubassin-Est est composé principalement de roches sédimentaires du groupe de Pictou datant du Pennsylvanien (entre 300 et 311 millions d'années).

### Géographie humaine

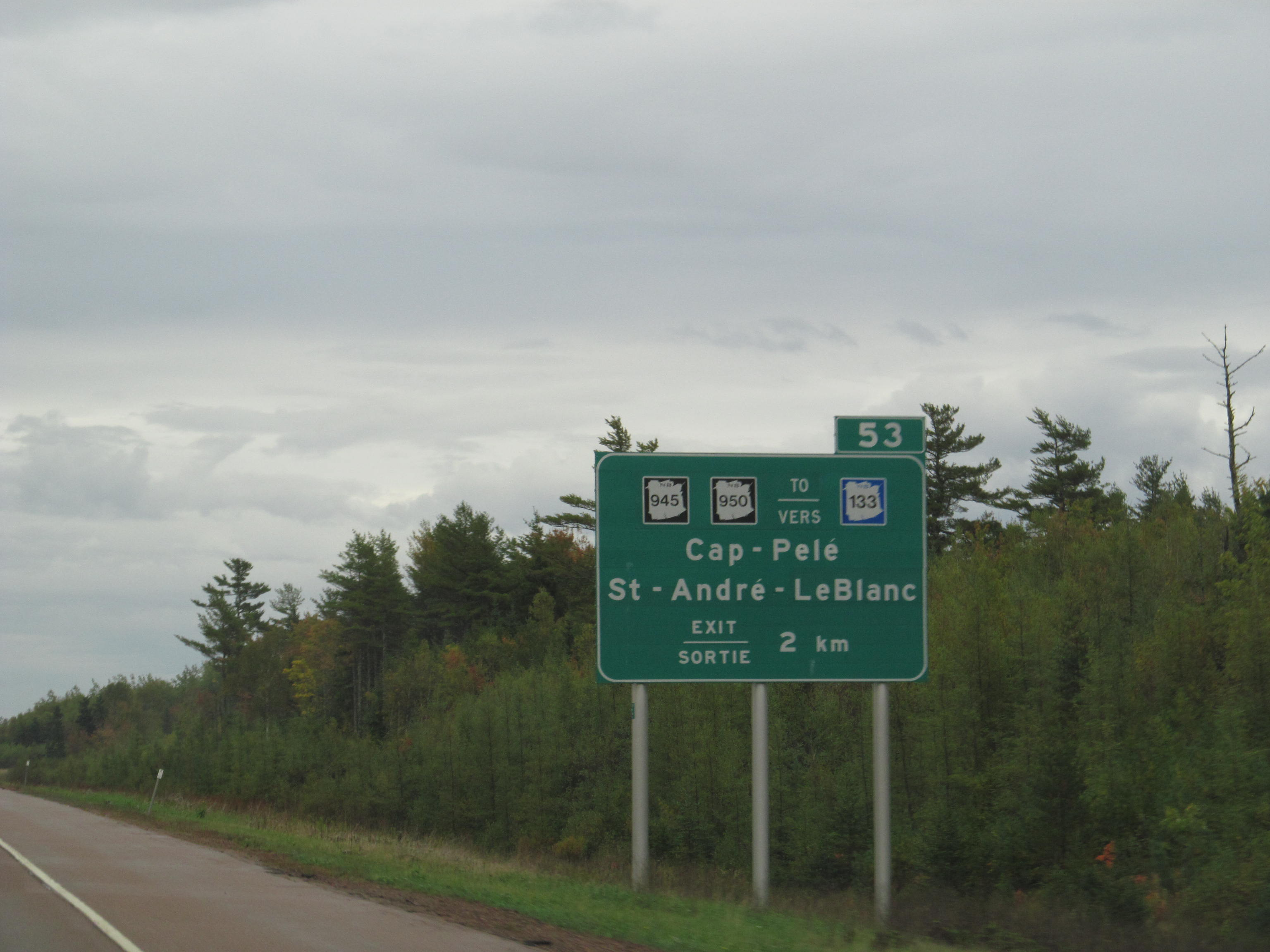
Panneau routier indiquant la direction de Cap-Pelé et Saint-André-Leblanc.

#### Quartiers
Beaubassin-Est regroupait les hameaux de Barachois, Basse-Aboujagane, Botsford Portage, Boudreau, Bourgeois Mills, Cap-Brûlé, Comeau Point, Cormier Village, Drisdelle, Dupuis Corner, Gallant Settlement, Glaude, Haute-Aboujagane, Mates Corner, Ohio-du-Barachois, Petit-Cap, Robichaud, Saint-André-de-Shédiac, Saint-André-LeBlanc, Saint-Henri-de-Barachois, Chimougoui (Shemogue) et Trois-Ruisseaux.

#### Logement
La communauté rurale comptait 3 121 logements privés en 2006, dont 2 510 occupés par des résidents habituels. Parmi ces logements, 91,2 % sont individuels, 1,0 % sont jumelés, 0,0 % sont en rangée, 4,0 % sont des appartements ou duplex et 2,6 % sont des immeubles de moins de 5 étages. Enfin, 1,2 % des logements entrent dans la catégorie autres, tels que les maisons-mobiles. 91,0 % des logements sont possédés alors que 9,0 % sont loués. 67,7 % ont été construits avant 1986 et 8,8 % ont besoin de réparations majeures. Les logements comptent en moyenne 6,9 pièces et 0,8 % des logements comptent plus d'une personne habitant par pièce. Les logements ont une valeur moyenne de 144 507 $, comparativement à 119 549 $ pour la province.

## Histoire
Royaume de Grande-Bretagne (1763-1801)

 Royaume-Uni de Grande-Bretagne et d'Irlande (1801-1867)

Beaubassin-Est est situé dans le territoire historique des Micmacs, plus précisément dans le district de Pigtogeoag ag Epegoitnag, aussi appelé Pictou, qui comprend une bonne partie du littoral du détroit de Northumberland, y compris l'Île-du-Prince-Édouard. Ce district, tout comme celui d'Esgigeoag, était sous l'autorité d'Onamag, autrement dit de l'île du Cap-Breton, et n'avait même parfois aucun chef.
Chimougoui est habité par des Acadiens dès 1754 mais ils sont déportés l'année suivante. Barachois est fondé par Charles Gautreau et d'autres colons originaires de Memramcook vers 1789 selon l'archidiocèse de Moncton ou peu après 1800 selon William F. Ganong. Une première chapelle est construite sur le chemin du Cap-Bimet. Des Acadiens de Minoudie reviennent s'établir à Chimougoui en 1800 ; la communauté devient alors l'établissement acadien le plus oriental de la province. Ils reçoivent la concession de leurs terres en 1802. La mission Sainte-Thérèse-d'Avila est fondée à Chimougoui en 1806 et les travaux de construction de la chapelle se terminent en 1810,. Aboujagane est fondé en 1810 par des colons originaires de Memramcook et Ruisseau-aux-Renards (désormais Dieppe). Tédiche, désormais Dupuis Corner, est fondé vers 1810 par des Acadiens. La chapelle du Grand-Chimougoui est déplacée près de la mer avant 1826. Botsford Portage est fondé vers 1825 par des immigrants irlandais et quelques Anglais. L'église Saint-Henri de Barachois est construite en 1826. La chapelle du Grand-Chimougoui est détruite la même année dans un incendie. La mission est alors déplacée à Cap-Pelé. Antoine Gagnon devient le premier curé résidant de Barachois en 1830. Haute-Aboujagane est fondé en 1831 par Étienne Leblanc de Saint-Anselme, suivi de colons de Memramcook.
Vers 1850, une première chapelle est construite à Kachibougouette (Cormier-Village). La paroisse Saint-Henri de Barachois est desservie par les Pères de Sainte-Croix De 1864 à 1892. La première église du Sacré-Cœur de Haute-Aboujagane est terminée en 1874. Elle est d'abord une mission de Barachois mais obtient son premier curé résidant en 1895. La construction de l'église Saint-Timothée de Chimougoui commence vers 1903. L'église du Sacré-Cœur est restaurée en 1911. La paroisse Saint-Timothée de Chimougoui est érigée en 1916 par l'évêque de Saint-Jean. L'église est déplacée sur la glace en 1917 jusqu'à son emplacement actuel. L'église Saint-Timothée est agrandie en 1928.
La nouvelle église Saint-Henri de Barachois est construite en 1974. L'église Saint-Timothée est rénovée en 1983. Le 8 octobre 1989, 13 personnes meurent et 45 sont blessées lors d'un accident impliquant un tracteur transportant des passagers à bord d'une charrette de foin et un camion transportant des billes de bois.
Beaubassin-Est est constitué en communauté rurale le 23 mars 1995 puis en municipalité en 2006.
L'école Père-Edgar-T.-Leblanc est inaugurée en 2000. L'église du Sacré-Cœur est restaurée en 2003. Un centre de pastorale est construit près de l'église Saint-Henri en 2005.
Le 1er janvier 2023, la communauté de Beaubassin-Est est fusionnée au sein de la nouvelle ville de Cap-Acadie.

## Chronologie municipale

Évolution territoriale de la paroisse de Shédiac après 1966.

## Démographie
D'après le recensement de Statistique Canada, il y avait 6246 habitants en 2001, comparativement à 6077 en 1996, soit une hausse de 2,8 %. Le territoire compte 2958 logements privés, a une superficie de 291,04 km2 et une densité de population de 21,5 habitants au km².
| 1991  | 1996  | 2001  | 2006  | 2011  | 2016  |
| ----- | ----- | ----- | ----- | ----- | ----- |
| 5 314 | 6 077 | 6 246 | 6 429 | 6 200 | 6 376 |

| 2021  | - | - | - | - | - |
| ----- | - | - | - | - | - |
| 6 718 | - | - | - | - | - |

| Évolution des langues maternelles (en %) | Légende                                                         |
| ---------------------------------------- | --------------------------------------------------------------- |
|                                          | - Français - Anglais - Anglais et français - Autre(s) langue(s) |
| Sources,:                                |                                                                 |

## Économie
Entreprise Sud-Est, membre du Réseau Entreprise, a la responsabilité du développement économique.
Barachois et Haute-Aboujagane compte chacun une succursale de la Caisse populaire Sud-Est, basée à Shédiac et membre d'UNI Coopération financière. La succursale de Haute-Aboujagane doit fermer ses portes le 31 mai 2012.

## Politique et administration

### Commission de services régionaux
Beaubassin-Est faisait partie de la Région 7, une commission de services régionaux (CSR) devant commencer officiellement ses activités le 1er janvier 2013. Beaubassin-Est est représenté au conseil par son maire. Les services obligatoirement offerts par les CSR sont l'aménagement régional, la gestion des déchets solides, la planification des mesures d'urgence ainsi que la collaboration en matière de services de police, la planification et le partage des coûts des infrastructures régionales de sport, de loisirs et de culture; d'autres services pourraient s'ajouter à cette liste.

### Conseil municipal
Le conseil municipal était formé d'un maire et de neuf conseillers de quartier, élus pour quatre ans.
Anciens conseils municipaux
Un conseil est formé à la suite des élections du 12 mai 2008 ; quatre conseillers et le maire sont élus par acclamation. Le conseiller Louis Leblanc est toutefois élu par acclamation lors d'une élection partielle tenue le 24 novembre 2008. Les conseils municipaux suivants sont élus lors des élections du 14 mai 2012, puis le 10 mai 2016 et le 10 mai 2021.
| Mandat      | Fonctions               | Nom(s)                                               |
| ----------- | ----------------------- | ---------------------------------------------------- |
| 2012 - 2016 | Mairesse                | Maryse Leblanc (Boudreau)                            |
| 2012 - 2016 | Conseillers de quartier |                                                      |
| 2012 - 2016 | #1                      | Ronnie-Pierre Duguay, Omer Léger                     |
| 2012 - 2016 | #2                      | Gilles Cormier                                       |
| 2012 - 2016 | #3                      | Andrée J. Bourque, Kevin Caissie, Jean-Paul Melanson |
| 2012 - 2016 | #4                      | Richard P. Ratelle                                   |
| 2012 - 2016 | #5                      | Gaétan Leblanc                                       |
| 2012 - 2016 | #6                      | Laurie Joseph McGraw                                 |

| Mandat      | Fonctions               | Nom(s)                                       |
| ----------- | ----------------------- | -------------------------------------------- |
| 2008 - 2012 | Maire                   | Ola Drisdelle                                |
| 2008 - 2012 | Conseillers de quartier |                                              |
| 2008 - 2012 | #1                      | Paul Hubert Cormier, James A. Leblanc        |
| 2008 - 2012 | #2                      | Gilles Cormier                               |
| 2008 - 2012 | #3                      | Andrée J. Bourque, Maryse (Boudreau) Leblanc |
| 2008 - 2012 | #4                      | Roger J. Légère                              |
| 2008 - 2012 | #5                      | Jean-Albert L. Cormier                       |
| 2008 - 2012 | #6                      | Laurie Joseph McGraw                         |

| Période | Période | Identité      | Étiquette   | Qualité |
| ------- | ------- | ------------- | ----------- | ------- |
| 1995    | 2006    | Ola Drisdelle | Indépendant |         |

| Période       | Période        | Identité            | Étiquette    | Qualité |
| ------------- | -------------- | ------------------- | ------------ | ------- |
| mai 2006      | mai 2012       | Ola Drisdelle       | Indépendant  |         |
| mai 2012      | septembre 2014 | Maryse LeBlanc      | Indépendante |         |
| décembre 2014 | mai 2016       | Jean-Albert Cormier |              |         |
| mai 2016      | mai 2021       | Ronnie Duguay       |              |         |
| mai 2021      | décembre 2022  | Louise Landry       |              |         |

## Culture et vie locale

### Vie locale
L'école Père-Edgar-T.-Leblanc de Grand-Barachois accueille les élèves de la maternelle à la 8e année. C'est une école publique francophone faisant partie du district scolaire #11.
Il y a une caserne de pompiers à Haute-Aboujagane. Il y a un bureau de poste à Robichaud et un autre à Haute-Aboujagane. Le détachement de la Gendarmerie royale du Canada le plus proche est situé à Cap-Pelé.
Haute-Aboujagane bénéficie du Club de golf Pine Needles, comportant deux parcours distincts de 18 trous chacun.
La plage Gagnon est une plage d'eau salée privée non surveillée avec toilettes, douches, stationnement, cantine, terrain de camping et terrain de jeux.
L'église Sacré-Cœur-de-Jésus de Haute-Aboujagane, l'église Saint-Henri de Barachois et l'église Saint-Thimothée de Chimouguoui sont des églises catholiques romaines faisant partie de l'archidiocèse de Moncton.
Les francophones bénéficient du quotidien L'Acadie nouvelle, publié à Caraquet, ainsi que des hebdomadaires L'Étoile, de Dieppe, et Le Moniteur acadien, de Shédiac. Les anglophones bénéficient quant à eux des quotidiens Telegraph-Journal, publié à Saint-Jean et Times & Transcript, de Moncton.

### Personnalités

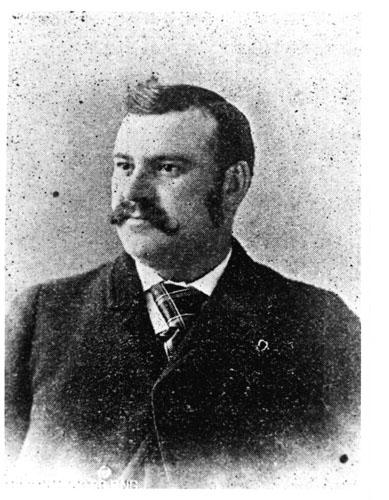
Olivier-Maximin Melanson

- Edna Bourque (1915-2012), récipiendaire de l'Ordre des francophones d'Amérique, de l'Ordre de la Pléiade et du Prix du gouverneur général pour l'entraide pour son implication auprès des personnes âgées, née ;a Haute-Aboujagane ;
- François-Xavier Cormier (1846-1906), prêtre et homme d'affaires, mort à la Haute-Aboujagane ;
- Maxime Cormier (1878-1933), avocat, directeur d'école, enseignant et homme politique, né à Barachois ;
- Antoine Gagnon (1785-1849), prêtre et vicaire général, mort à Barachois ;
- Ulysse Landry (1950-2008), auteur-compositeur-interprète, écrivain et poète, né à Dupuis Cornier ;
- Camille-André LeBlanc (1898-1993), quatrième évêque de Bathurst, né à Robichaud ;
- Olivier-Maximin Melanson (1854-1926), homme d'affaires et homme politique, né à la Haute-Aboujagane.

### Architecture et monuments
L'église Saint-Henri-de-Barachois est un site historique provincial. Construite en 1825, elle est la plus vieille église acadienne des Maritimes. L'église fut rénovée dans les années 1980 et comprend un musée et une galerie d'art. Des spectacles y sont organisés durant l'été. Deux plaques ont été installées sur l'édifice:
« La Fondation canadienne du patrimoine. Prix d'honneur régional 1981 pour la préservation de l'église St-Henri-du-Barachois, N.-B. »
« Cette maison de Dieu a accueilli les fidèles au cours d'un siècle et plus. Pour commémorer cet événement, cette plaque fut présentée en 1967, année du centenaire du Canada. »
L'église de Cormier-Village a été construite en 1880 et rénovée par la Société historique.
Un monument commémore l'histoire de Chimougoui. Il représente les voiles d'un bateau et porte cette inscription:
« Paroisse St-Timothée-de-Shemogue. En 1755, des Acadiens furent déportés de Chimougoui. En 1803, des Acadiens revinrent s'établir et ils furent concédés des terres en 1804. Ils construisirent une chapelle bénie en 1813 mais incendiée en 1826. Jusqu'en 1903, ils allèrent à l'église de Barachois et ensuite à Cap-Pelé, lorsqu'ils construisirent une autre chapelle qui fut amenée sur ce site en 1916 à la fondation de la paroisse;

L'Association des pêcheurs du Petit Cap. En 1932, sous la direction du curé, le Père Camille-André LeBlanc, des paroissiens du Petit-Cap de Shemogue fondèrent l'Association des pêcheurs du Petit-Cap, qui fut la première coopérative de la province du N.-B. »

### Danse
Une danse traditionnelle porte le nom de quadrille Robichaud-Office.

### Langues
Selon la Loi sur les langues officielles, Beaubassin-Est est officiellement francophone puisque moins de 20 % de la population parle l'anglais.

### Beaubassin-Est dans la culture
Chimougoui fait l'objet d'un poème dans le recueil de poésie La terre tressée, de Claude Le Bouthillier. La municipalité fait partie du « pays de la Mariecomo » dans le roman La Mariecomo de Régis Brun.